# Anchoa starksi
Anchoa starksi е вид лъчеперка от семейство Engraulidae. Видът е незастрашен от изчезване.

## Разпространение и местообитание
Разпространен е в Гватемала, Еквадор, Колумбия, Коста Рика, Никарагуа, Панама, Перу, Салвадор и Хондурас.
Среща се на дълбочина от 0,3 до 19,5 m.

## Описание
На дължина достигат до 7,7 cm.